# Charles Sulpice Jules Chanoine

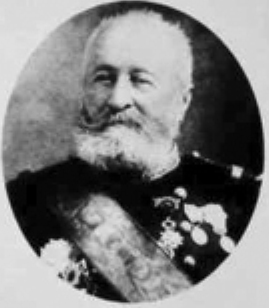
Chanoine als Kriegsminister (1898)

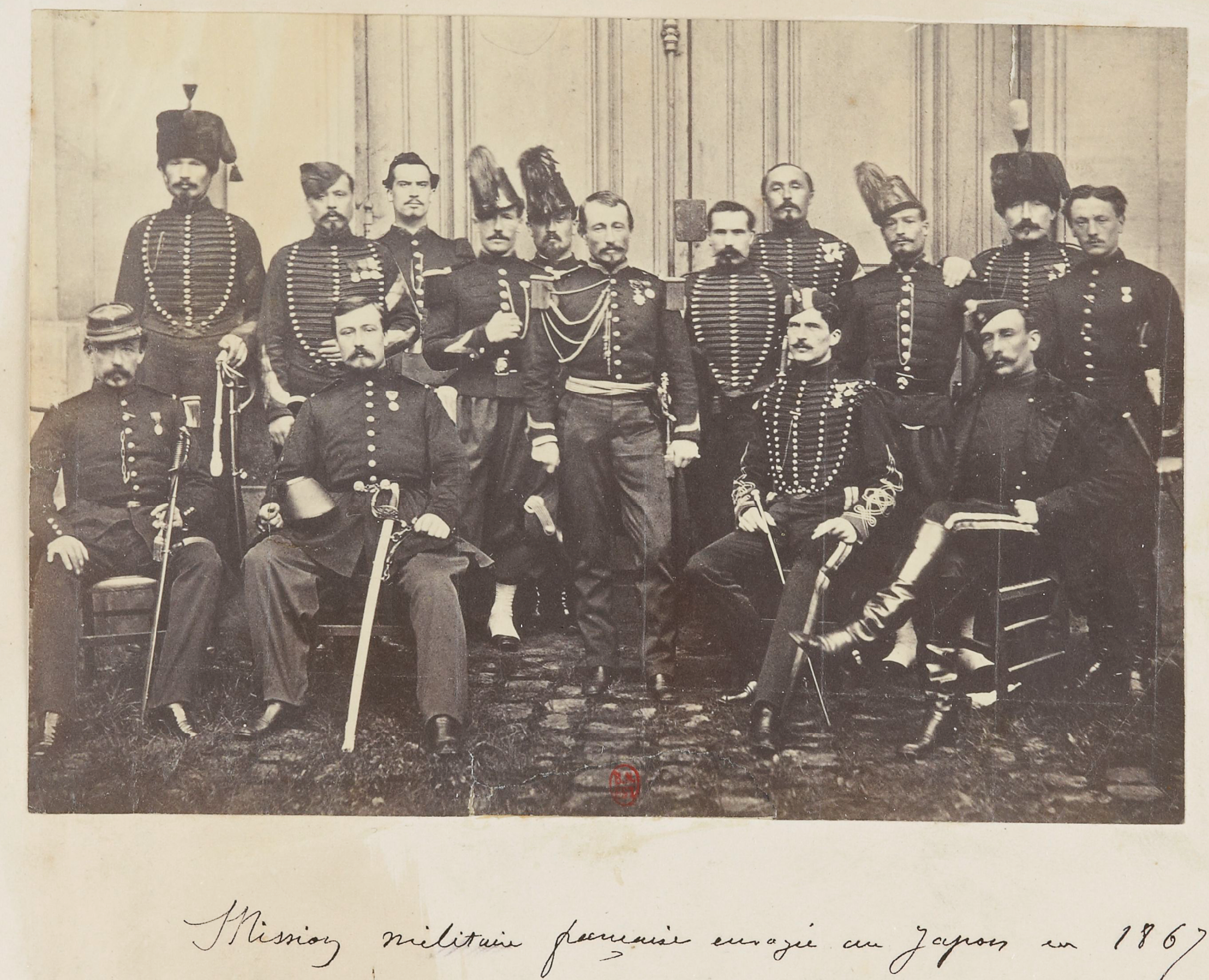
15 Mitglieder der französischen Militärmission nach Japan. Brunet in der vorderen Reihe der zweite von rechts

Charles Sulpice Jules Chanoine (* 18. Dezember 1835 in Dijon (Département Côte-d’Or); † 9. Januar 1915 in Baudement (Département Marne)) war ein französischer Militäroffizier, der in den Jahren 1867 und 1868 die erste französische Militärmission in Japan zur Unterstützung des Shōgunats leitete. Später wurde er französischer Kriegsminister.

## Biografie
Chanoine war Absolvent der Militärschule Saint-Cyr. Von 1856 bis 1860 war er Kommandeur der französischen Truppen in China während des Zweiten Opiumkrieges. Auf Betreiben des 14. Shōguns Tokugawa Iemochi wurde er von Napoleon III. zum Kommandeur der ersten französischen Militärmission in Japan ernannt. Unter den Offizieren der ersten französischen Militärmission befand sich auch Jules Brunet. Nach der Niederlage des Shōgunats im Boshin-Krieg musste Chanoine im Oktober 1868 zusammen mit der Mehrzahl seiner Untergebenen Japan auf Weisung des Kaisers Meiji wieder verlassen.
Unter dem Premierminister Henri Brisson wurde Chanoine im Jahr 1898 französischer Kriegsminister, nachdem die Generäle Godefroy Cavaignac und Émile Zurlinden aufgrund der Dreyfus-Affäre zurücktreten mussten. Wie seine Vorgänger versuchte auch Chanoine gegen den Willen des restlichen Regierungskabinetts eine erneute Untersuchung des Falls Dreyfus zu verhindern. Dies führte zum Rücktritt des gesamten Kabinetts am 1. November 1898.
Chanoine war mit Marguerite Frossard, der Tochter General Charles Auguste Frossards, verheiratet. Die Familie hatte sechs Kinder. Sein Sohn Julien Chanoine (1870–1899) wurde während der Mission Voulet-Chanoine von seinen eigenen Leuten getötet; Jules Chanoine widmete danach einen Großteil seiner Zeit der Aufklärung dieser Vorkommnisse. Ein weiterer Sohn, General Jacques Chanoine (1882–1944), starb im Zweiten Weltkrieg (Mort pour la France).
Er war Großoffizier der Ehrenlegion. Begraben ist er in der Familiengruft auf dem Friedhof Père-Lachaise.